# Demodoco (dialogo)
Il Demodoco (Δημόδοκος) è un dialogo pseudoplatonico in cui un anonimo personaggio (forse Socrate) tiene di fronte ad un interlocutore chiamato Demodoco un discorso riguardante l'attività di deliberare. La sua struttura è suddivisibile in due parti: nella prima Socrate parla a Demodoco (380a-382e), mentre nella seconda riporta a mo' di esempio altre tre discussioni sul medesimo argomento a cui ha assistito. 

## Contenuto
Interrogato da Demodoco su quanto dovrà essere deliberato in assemblea, Socrate espone i propri dubbi e le proprie perplessità sull'attività stessa del deliberare: è infatti possibile deliberare rettamente, anche riguardo a cose che non si conoscono? Socrate ipotizza che possa esistere una scienza del deliberare rettamente, ma non è ben chiaro chi possieda una conoscenza simile; se la possedessero tutti non vi sarebbe ragione di indire assemblee pubbliche, ma allo stesso modo, se non la possedesse nessuno non si potrebbe deliberare del tutto. 
D'altra parte, se questa arte fosse appannaggio solo di pochi membri dell'assemblea, questi soltanto dovrebbero riunirsi per prendere le decisioni – ma anche in questo caso la riunione sarebbe inutile, perché sapendo già che cosa si dovrà deliberare sarà necessario ascoltare una sola persona (380a-381a). Inoltre, Socrate avanza perplessità anche sullo zelo dei consiglieri, poiché se saranno tra di loro discordi non sapranno riconoscere la bontà dei loro colleghi più saggi, mentre se saranno concordi la riunione sarà perfettamente inutile. E lo stesso avviene che i consiglieri siano competenti o incompetenti, e che divengano o meno competenti con il partecipare alle riunioni. D'altra parte, aggiunge, spesso gli incompetenti si pentono delle loro scelte: meglio allora che a decidere siano persone esperte. 
A questo punto, Socrate riporta tre discussioni su questo stesso argomento. Nella prima discussione (382e-384b) un uomo rimprovera un amico di aver prestato fede durante un processo ad un accusatore senza ascoltare il difensore. Dal canto suo, l'amico obietta che è strano affermare che è più facile discernere la verità dall'errore quando sono in due a parlare piuttosto che uno, dei quali uno dice la verità e l'altro mente. Inoltre, dovendo ricorrere ai discorsi e non potendo parlare insieme contemporaneamente, accade che chi parla per primo ha modo di esprimere per primo le proprie ragioni: si dovrà allora ascoltare per primo chi parla per secondo? O che altro? 
Nella seconda discussione (384b-385c) un uomo accusa un altro di non avergli prestato del denaro. Ma a uno dei presenti sembra che dalla parte del torto sia chi ha chiesto il denaro, non chi gliel'ha rifiutato: o infatti non è stato in grado di persuadere l'amico, chiedendogli ciò che poteva chiedergli, oppure gli ha chiesto ciò che non poteva, e a maggior ragione è in torto. L'amico d'altra parte è scevro da colpa, poiché o non è stato trattato come si doveva, oppure non era in grado di soddisfare la richiesta (che quindi non doveva essergli fatta). 
Nella terza discussione (385c-386c) un uomo viene criticato perché presta fede a chiunque. Gli interlocutori affermano che è bene tenere in considerazione solo ciò che dicono gli amici e conoscenti, ed evitare di dar retta ad estranei. Ma anche gli estranei, a loro volta sono amici o conoscenti di qualcun altro: perché allora non si può prestare loro credito? Se ne conclude che bisogna prestar fede alle diverse persone in base alle diverse circostanze.